# コアスタッフ
コアスタッフ株式会社（英: CoreStaff Co.,Ltd.）は、東京都豊島区池袋に本社を置き電子部品・半導体の輸出入および通販サイトの運営するエレクトロニクス商社である。長野県佐久市に自社所有の物流センターを構える。

## 沿革
- 2000年12月 -有限会社コアスタッフ設立
- 2006年8月 - 関西支店開設
- 2013年1月 - 子会社 CoreStaff Hong Kong Limited 香港営業開始
- 2014年9月 - 仙台営業所開設
- 2015年1月 - 米国に子会社 CoreStaff America Inc. 設立
- 2016年10月 - 横浜営業所開設
- 2017年5月 - 福岡事務所開設
- 2018年4月 - CoreStaff Hong Kong Limited 深圳駐在事務所開設
- 2018年4月 - 富山事務所開設
- 2019年2月 - CoreStaff Thailand 開設
- 2019年3月 - CoreStaff Germany 開設
- 2019年5月 - 業務拡張の為、本社移転（豊島区南池袋1-16-15 ダイヤゲート池袋8F）
- 2022年12月 - CoreStaff Hong Kong Limited 台湾駐在員事務所開設
- 2023年3月 - 小山事務所開設
- 2024年8月- 新物流センターに移転

## 事業内容
- 半導体・電子部品の正規代理店業務
- 半導体・電子部品のWEB販売（コアスタッフ オンライン）
- 制御・副資材・MRO製品のWEB販売
- 部品表（BOM）での試作部品一括調達
- 半導体・電子部品の緊急調達及びEOL製品（生産中止品）の調達
- 半導体・電子部品の検査業務（解析センター）
- 余剰在庫（半導体・電子部品）の削減業務

## 子会社・関連会社

### 海外
- CoreStaff Hong Kong Limited（核友電子有限公司）香港
- CoreStaff Hong Kong Limited(ShenZhen Branch) [深圳駐在事務所]
- CoreStaff Hong Kong Limited (Taiwan branch)[台湾駐在員事務所]
- CoreStaff Hong Kong Limited(Thailand Branch)タイ
- CoreStaff America Inc. アメリカ
- CoreStaff Germany GmbH ドイツ